# Покровский монастырь (Верхнемакеевка)
Покровский монастырь — мужской монастырь Шахтинской епархии Русской православной церкви, расположенный в слободе Верхнемакеевка Кашарского района Ростовской области Российской Федерации.

## История
Создание Свято-Покровский мужского монастыря в селе Верхнемакеевка Кашарского района Ростовской области приходится на вторую половину XVIII века.  В 1763 году территория нынешнего села была куплена полковником Василием Ивановичем Иловайским. Свое название хутор получил в честь деда помещика — Макея.
Для духовного окормления прихожан хутора в 1784 году началось строительство храма во имя Покрова Пресвятой Богородицы. Строился храм на средства полковника Василия Ивановича Иловайского. В 1794 году был построен деревянный храм с колокольней, каменной с деревянным частоколом оградой.  В храме был престол во имя Покрова Пресвятой Богородицы.  Причта состояла из трех священников, двух диаконов, шести причетников. В православном приходе храма числилось около 6 тыс. человек.
13 апреля 1894 года деревянный храм с главным алтарем сгорел до основания. Сохранились только колокольня, трапезная и фундамент. В этом же году попечительский совет, обратился в Донскую Духовную консисторию с просьбой разрешить строительство на месте сгоревшей церкви пристройки к сохранившейся колокольне и трапезной.  Предполагалось  построить к храму пристройку с двумя престолами во имя Покрова Пресвятой Богородицы и христианских святых Хрисанфа и Дарьи. Построенные деревянные сооружения сохранились к настоящему времени.
Богослужения в 30-40-е годы XX века в храме Пресвятой Богородицы проводил  игумен Паисий (Павлов), который был и  настоятелем храма.  После него окормлял приход о. Григорий (Келеберда). В 1992 — 1995 годах настоятелем был иеромонах Алипий (Филин).
Монашеская жизнь в приходе зарождалась с 1995 года. Согласно указу архиерея Ростовской епархии Митрополита Владимира (Котлярова) в селе был образован Свято-Покровский скит. Первыми постриженными в монашество были Неживое А. Б. с наречением имени Алим, Боков A. M. с наречением имени Викентий, Криничный С. с наречением имени Серафим.
С 2003 года по благословению архиепископа Пантелеимона в селе строился монашеский корпус на 20 мест, хозяйственные постройки. В августе 2004 года благословением Святейшего Патриарха Московского и всея Руси Алексия II, по представлению архиепископа Ростовского и Новочеркасского Пантелеимона Свято-Покровский приход села Верхнемакеевка Кашарского района Вешенского благочиния преобразовали в Свято-Покровский мужской монастырь.
Недалеко от Свято-Покровского монастыря обустроен Покровский источник, освященный 17 мая 2004 года Архиепископом Ростовским и Новочеркасским Пантелеимоном. У источника ныне ежегодно совершаются крестные ходы и водосвятные молебны.

## Священнослужители
Наместник Свято-Покровского мужского монастыря — игумен Алипий.